# 음정
음정(音程, interval)은 음악이론에서 두 음의 높이 차이, 즉 두 음 사이의 거리를 나타내는 용어이다. 두 음이 시차를 두고 순차적으로 울리는 것을 선율적 음정, 동시에 울리는 것을 화성적 음정이라고 한다.
음이름에 준하여 얼마만큼 떨어져 있는가에 따라서 도수가 결정되고, 같은 도수 안에서도 실제 음과 음의 간격에 따라서 도수 앞에 성질을 표기한다.
즉, 완벽한 음정을 설명하기 위해서는 " 성질 + 도수 " 로 표기되어야 하며, 한글로는 완전5도, 장3도, 증4도, 단2도, 감1도 와 같이 표기, 영어로는 Perfect 5th, Major 3rd, Augmented 4th, minor 2nd, diminished 1st 와 같이 표기한다. (영문의 앞글자를 따서 P5, M3, A4, m2, d1 등으로 축약하여 쓰기도 한다.)
보통 음악가들간의 의사소통 수단으로 쓰이는 음악이론의 기초이며, 대개 화성학에서 초반부에 다룬다.
음정을 이해하기 위해서는,
- 12음계에 대해 알아야 한다.
- 악보(오선지)를 볼 줄 알아야 한다.
- 음이름과 계이름, 그리고 그 둘의 차이를 알아야 한다.

## 계산 원리

### 도수
음 사이의 간격에 대한 도수는 음이름에 따라 결정되는데, C D E F G A B C, E F G A B C D E의 순번에 준한다.
- C, E를 기준으로 했을 때, C, E는 첫번째 순번이자 같은 음이므로 C - C, E - E의 도수는 1도,
- C, E를 기준으로 했을 때, D, F는 두번째 순번이므로 C - D, E - F의 도수는 2도,
- C, E를 기준으로 했을 때, E, G는 세번째 순번이므로 C - E, E - G의 도수는 3도,
- C, E를 기준으로 했을 때, F, A는 네번째 순번이므로 C - F, E - A의 도수는 4도,
- C, E를 기준으로 했을 때, G, B는 다섯번째 순번이므로 C - G, E - B의 도수는 5도,
- C, E를 기준으로 했을 때, A, C는 여섯번째 순번이므로 C - A, E - C의 도수는 6도,
- C, E를 기준으로 했을 때, B, D는 일곱번째 순번이므로 C - B, E - D의 도수는 7도,
- C, E를 기준으로 했을 때, (한 옥타브 위) C, (한 옥타브 위) E는 여덟번째 순번이므로 C - (한 옥타브 위) C, E - (한 옥타브 위) E의 도수는 8도이다.

### 성질
이렇게 음과 음 사이의 도수가 정해졌을 때, 그 정해진 도수를 기반으로 정확한 간격을 나타내기 위해 도수 앞에 성질을 표시해야 하는데, 장음계의 계이름을 기준으로 두 음 모두 샵(♯)이나 플랫(♭)이 붙지 않았을 경우, 2, 3, 6, 7도 간격의 경우에는 장(Major) 성질을 붙여서 표기하며, 1, 4, 5, 8도 간격의 경우에는 완전(Perfect) 성질을 붙여서 표기한다.
여기서 기준음, 혹은 비교대상으로 하는 음에 샵(♯) 이나 플랫(♭) 이 붙게되어 음 사이의 간격이 더 넓어지거나 좁아지면, 도수는 변하지 않으나, 장(Major) 성질이었던 음정은 단(minor), 감(diminished), 증(Augmented) 과 같은 성질로 변화하게 되고, 완전(Perfect) 성질이었던 음정은 감(diminished), 증(Augmented) 과 같은 성질로 변화하게 된다.
- 도 - 미의 도수는 3도이며 샵(♯) 이나 플랫(♭) 이 없으므로 성질은 장(Major)이다. (장3도)
- 도 - 미♭는 장3도였던 도 - 미에서 반음만큼 간격이 좁아졌으므로 성질이 단(minor) 이 된다. (단3도)
- 도♯ - 미b는 단3도였던 도 - 미♭에서 반음만큼 간격이 더 좁아졌으므로 성질이 감(diminished) 이 된다. (감3도)
- 도 - 솔의 도수는 5도이며 샵(♯) 이나 플랫(♭) 이 없으므로 성질은 완전(Perfect)이다. (완전5도)
- 도 - 솔♯ 은 완전5도였던 도 - 솔에서 반음만큼 간격이 넓어졌으므로 성질이 증(Augmented) 이 된다. (증5도)
- 도♭ - 솔♯ 은 증5도였던 도 - 솔♯에서 반음만큼 간격이 더 넓어졌으므로 성질이 겹증(Doubly Augmented) 이 된다. (겹증5도)

이와같은 음정의 성질변화는, 위와같은 그림을 통해 한눈에 볼 수 있도록 설명하곤 한다.

## 계산법의 종류
음정을 계산하는 방법으로는 크게 3가지 계산법이 많이 사용되며, 계산하는 사람이 상대음감이냐, 절대음감이냐에 따라 어떤 계산법을 선호하는지가 달라지기도 한다.

### 계이름 계산법
상대음감의 경우 음정을 계산할 때 계이름에 의존하는 경우가 많다.
만약 어떤 음과 어떤 다른 음의 음정을 계산해야 한다면, 기준음을 '도', '미' 로 보고 음정을 계산한다.
- 장음계는 도 - 레 - (미 - 파) - 솔 - 라 - (시 - 도)
- 1-2음과 5-6음 사이가 반음이고 나머지는 온음일 경우 (미 - 파) - 솔 - 라 - (시 - 도) - 레 - 미

### 음이름 계산법
절대음감의 경우 음정을 계산할 때 음이름에 의존하는 경우가 많다.
절대음감을 가진 사람들 앞에서 피아노로 음을 치면서 "도~", "미~" 라고 노래하면, 귀에서는 음이 들리는데 앞에 있는 사람이 "도", "미" 라고 말하는 것 때문에 굉장히 혼란스러워하는 경우를 볼 수 있다, 이런 이유 때문에 절대음감을 가진 사람들은 음정을 계산할 때도 기준음을 계이름 '도', '미' 로 생각하고 계산하는 것보다 음이름 그대로 계산한다.
- C - E를 기준으로 할 때 : C Major Key (다장조)는 C - D - E - F - G - A - B - C 이므로 E - F - G - A - B - C - D - E
- D♭ - F를 기준으로 할 때 : D♭ Major Key (내림라장조)는 D♭ - E♭ - F - G♭ - A♭ - B♭ - C - D♭ 이므로 F - G♭ - A♭ - B♭ - C - D♭ - E♭ - F
- D - F♯를 기준으로 할 때 : D Major Key (라장조)는 D - E - F♯ - G - A - B - C♯ - D 이므로 F♯ - G - A - B - C♯ - D - E - F♯
- E♭ - G를 기준으로 할 때 : E♭ Major Key (내림마장조)는 E♭ - F - G - A♭ - B♭ - C - D - E♭ 이므로 G - A♭ - B♭ - C - D - E♭ - F - G
- E - G♯를 기준으로 할 때 : E Major Key (마장조)는 E - F♯ - G♯ - A - B - C♯ - D♯ - E 이므로 G♯ - A - B - C♯ - D♯ - E - F♯ - G♯
- F - A를 기준으로 할 때: F Major Key (바장조)는 F - G - A - B♭ - C - D - E - F 이므로 A - B♭ - C - D - E - F - G - A
- F♯ - A♯를 기준으로 할 때: F♯ Major Key (올림바장조)는 F♯ - G♯ - A♯ - B - C♯ - D♯ - E♯ - F♯ 이므로 A♯ - B - C♯ - D♯ - E♯ - F♯ - G♯ - A♯
- G♭ - B♭를 기준으로 할 때: G♭ Major Key (내림사장조)는 G♭ - A♭ - B♭ - C♭ - D♭ - E♭ - F - G♭ 이므로 B♭ - C♭ - D♭ - E♭ - F - G♭ - A♭ - B♭
- G - B를 기준으로 할 때: G Major Key (사장조)는 G - A - B - C - D - E - F♯ - G 이므로 B - C - D - E - F♯ - G - A - B
- A♭ - C를 기준으로 할 때 : A♭ Major Key (내림가장조)는 A♭ - B♭ - C - D♭ - E♭ - F - G - A♭ 이므로 C - D♭ - E♭ - F - G - A♭ - B♭ - C
- A - C♯를 기준으로 할 때 : A Major Key (가장조)는 A - B - C♯ - D - E - F♯ - G♯ - A 이므로 C♯ - D - E - F♯ - G♯ - A - B - C♯
- B♭ - D를 기준으로 할 때 : B♭ Major Key (내림나장조)는 B♭ - C - D - E♭ - F - G - A - B♭ 이므로 D - E♭ - F - G - A - B♭ - C - D
- B - D♯를 기준으로 할 때 : B Major Key (나장조)는 B - C♯ - D♯ - E - F♯ - G♯ - A♯ - B 이므로 D♯ - E - F♯ - G♯ - A♯ - B - C♯ - D♯
- C - E를 기준으로 할 때 : C Major Key (다장조)는 C - D - E - F - G - A - B - C 이므로 E - F - G - A - B - C - D - E

### 반음 개수 계산법
장음계의 계이름을 떠올리는 것, 또는 기준음을 으뜸음으로 하는 Diatonic Scale (Major Scale) 을 떠올리는 것이 익숙하지 않은 사람들이나, 암기능력과 속셈에 자신있는 사람들은 음정을 계산할 때 기준음과 비교대상으로 하는 음 사이에 반음이 몇개 들어있는지를 계산해서 암기해놓은 음정을 도출해내는 계산법을 쓰기도 한다.
- 반음 개수가 0개일 때 : 완전1도
- 반음 개수가 1개일 때 : 단2도
- 반음 개수가 2개일 때 : 장2도
- 반음 개수가 3개일 때 : 단3도
- 반음 개수가 4개일 때 : 장3도
- 반음 개수가 5개일 때 : 완전4도
- 반음 개수가 6개일 때 : 증4도, 감5도
- 반음 개수가 7개일 때 : 완전5도
- 반음 개수가 8개일 때 : 단6도
- 반음 개수가 9개일 때 : 장6도
- 반음 개수가 10개일 때 : 단7도
- 반음 개수가 11개일 때 : 장7도
- 반음 개수가 12개일 때 : 완전8도

하지만 이렇게 계산해 낸 것이 꼭 정확한 값이라고 볼 수는 없다. 피아노 건반을 기준으로 생각하자면 C♯ - D♯ 은 반음 개수가 2개이므로 장2도가 맞지만, 만약 악보(오선지) 에 표기되어있는 음들을 비교할 때 C♯ 과 E♭ 이라고 적혀있는 경우에는 장2도가 아니기 때문이다. C♯ 과 E♭ 을 피아노로 쳐보면 반음 개수가 2개이므로 장2도라고 생각할 수 있지만, C♯ 과 E♭ 은 도수를 3도로 해석해야하기 때문에 장2도가 아니라 감3도가 맞다.
때문에 반음 개수 계산법이 사실 정확한 계산법이라고 보기는 힘들다. 하지만 음정을 공부하는 목적이 문제풀이에서 정답을 맞추기 위한 것이 아니라, 음악가들끼리 음정단위를 통해 의사소통을 할 수 있느냐 하는 언어학적 목적인 경우에는 이런 계산법을 사용하는 것이 꼭 틀렸다고 비판할 수는 없다. 1cm 와 10mm는 표기법이 다르지만 같은 간격을 나타내듯이 장2도와 감3도는 표기법이 다르지만 사실 같은 음을 지칭하므로 의사소통엔 큰 문제가 없기 때문이다.

### 계산 시 주의점
계이름 계산법이나 음이름 계산법으로 계산할 때 계이름과 음이름에 대한 차이를 이해하지 못한 채 음정을 계산하면, 음정의 성질을 잘못 계산할 수 있다.
계이름이라는 것은 원래 조성에 따라 음이름이 달라진다. C Major Key (다장조)에서 계이름 '도'는 실제 음이름도 마찬가지로 C이지만, G Major Key (사장조)에서 계이름 '도'는 실제 음이름이 G이다. 이렇듯 조성 이 무엇인지에 상관없이 계이름은 으뜸음을 '도'부터 시작해서 부르는 것이 권장된다.
예를 들어, F Major Key (바장조) 에서의 계이름인 도 레 미 파 솔 라 시 도는 실제 음이름으로 봤을 때 F G A B♭ C D E F 가 되므로 F Major Key (바장조)에서 2, 3, 6, 7음을 반음 내릴 때 계이름인 도 레♭ 미♭ 파 솔 라♭ 시♭ 도는 실제 음이름으로 봤을 때 F G♭ A♭, B♭ C D♭ E♭ F 가 되며  B Major Key (나장조) 에서의 계이름인 도 레 미 파 솔 라 시 도는 실제 음이름으로 봤을 때 B C♯ D♯ E F♯ G♯ A♯ B 가 되므로 B Major Key (나장조)에서 2, 3, 6, 7음을 반음 내릴 때 계이름인 도 레♭ 미♭ 파 솔 라♭ 시♭ 도는 실제 음이름으로 봤을 때 B C D E F♯ G A B 가 된다.
따라서 F - B 가 도수만 놓고 봤을 때는 4도가 맞지만, 완전4도는 아니다. 실제로 F 와 B 가 완전4도 이려면 B 가 B♭ 로 또는 F 가 F♯ 로 바뀌어야만 F - B♭ 또는 F♯ - B 가 되어 완전4도가 되며 B - F 가 도수만 놓고 봤을 때 5도가 맞지만, 완전5도는 아니다. 실제로 B 와 F 가 완전5도 이려면 F 가 F♯ 로 또는 B 가 B♭ 로 바뀌어야만 B - F♯ 또는 B♭ - F 가 되어 완전5도가 된다.
- 음이름 기준 F - F는 계이름 기준 도 - 도, 미 - 미 이므로 완전1도이다.
- 음이름 기준 F - G는 계이름 기준 도 - 레, 미 - 파♯ 이므로 장2도이다.
- 음이름 기준 F - A는 계이름 기준 도 - 미, 미 - 솔♯ 이므로 장3도이다.
- 음이름 기준 F - B는 계이름 기준 도 - 파♯, 미 - 라♯ 이므로 증4도이다.
- 음이름 기준 F - C는 계이름 기준 도 - 솔, 미 - 시 이므로 완전5도이다.
- 음이름 기준 F - B♭는 계이름 기준 도 - 파, 미 - 라 이므로 완전4도이다.
- 음이름 기준 F - D는 계이름 기준 도 - 라, 미 - 도♯ 이므로 장6도이다.
- 음이름 기준 F - E는 계이름 기준 도 - 시, 미 - 레♯ 이므로 장7도이다.
- 음이름 기준 B - B는 계이름 기준 도 - 도, 미 - 미 이므로 완전1도이다.
- 음이름 기준 B - C는 계이름 기준 도 - 레♭, 미 - 파 이므로 단2도이다.
- 음이름 기준 B - D는 계이름 기준 도 - 미♭, 미 - 솔 이므로 단3도이다.
- 음이름 기준 B - E는 계이름 기준 도 - 파, 미 - 라 이므로 완전4도이다.
- 음이름 기준 B - F는 계이름 기준 도 - 솔♭, 미 - 시♭ 이므로 감5도이다.
- 음이름 기준 B - F♯는 계이름 기준 도 - 솔, 미 - 시 이므로 완전5도이다.
- 음이름 기준 B - G는 계이름 기준 도 - 라♭, 미 - 도 이므로 단6도이다.
- 음이름 기준 B - A는 계이름 기준 도 - 시♭, 미 - 레 이므로 단7도이다.

## 장/단, 완전의 구분
1, 4, 5, 8도 음정의 경우에는 "장/단" 표기를 절대 사용하지 않고, 2, 3, 6, 7도 음정의 경우에는 "완전" 표기를 절대 사용하지 않는데, 이는 음 과 음 사이의 조화로운 울림에 영향을 끼치는 배음과 관계가 있다.
사인파를 제외한 모든 음(音)은 실제로 하나의 음이 아닌 여러개의 음이 같이 울리는데, 이와 같이 함께 울리는 음들을 배음이라고 부르며, 인간은 그 배음들 중에서 일반적으로 가장 잘 들리는 1배음을 주로 듣기 때문에 음을 하나로 느끼는 것이다.
이 배음들을 근음인 1배음부터 12배음까지 나열해봤을 때, 각각의 배음들의 음정을 살펴보면 다음과 같다.
- 근음 C2 와 1배음 C2는 완전1도이다.
- 1배음 C2 와 2배음 C3는 완전8도이다.
- 2배음 C3 와 3배음 G3는 완전5도이다. (실제로 정확한 3배음은 G3에서 +2 센트만큼 높은 음이다.)
- 3배음 G3 와 4배음 C4는 완전4도이다.
- 4배음 C4 와 5배음 E4는 장3도이다. (실제로 정확한 5배음은 E4에서 -14 센트만큼 낮은 음이다.)
- 5배음 E4 와 6배음 G4는 단3도이다. (실제로 정확한 6배음은 E4에서 +2 센트만큼 높은 음이다.)
- 6배음 G4 와 7배음 Bb4는 단3도이다. (실제로 정확한 7배음은 Bb4에서 -31 센트만큼 낮은 음이다.)
- 7배음 Bb4 와 8배음 C5는 장2도이다.
- 8배음 C5 와 9배음 D5는 장2도이다. (실제로 정확한 9배음은 D5에서 +4 센트만큼 높은 음이다.)
- 9배음 D5 와 10배음 E5는 장2도이다. (실제로 정확한 10배음은 E5에서 -14 센트만큼 낮은 음이다.)
- 10배음 E5 와 11배음 F#5는 장2도이다. (실제로 정확한 11배음은 F#5에서 -49 센트만큼 낮은 음이다.)[7]
- 11배음 F#5 와 12배음 G5는 단2도이다. (실제로 정확한 12배음은 G5에서 +2 센트만큼 높은 음이다.

음정에는 센트 (음악)라는 단위가 있는데, 이것은 음정에서 유니즌을 제외한 가장 낮은 음정단위인 단2도 보다 더 좁은 간격, 즉 12음계를 벗어난 그 사이사이의 미세한 간격을 측정할 때 쓰는 단위이다.
일반적으로 인간은 5센트까지의 차이는 잘 구분하지 못하기 때문에, 4배음까지의 울림에서는 부조화를 느끼지 못해서 완전한 울림이라고 불리었고, 5배음부터는 울림의 부조화를 느꼈기 때문에 완전 대신 장/단 을 쓰기 시작한 것에서 유래되었다.

## 그 외 명칭
몇가지 음정의 경우에는 " 성질 + 도수 "의 표기법을 벗어나 하나의 단어로 바꿔 부르기도 하는데 이는 5가지 경우가 있다.
- 완전1도 (Perfect 1st)의 경우에는 유니즌(Unison) 이라고 부른다.
- 단2도 (minor 2nd)의 경우에는 반음(Semitone, half tone, half step) 이라고 부른다.
- 장2도 (Major 2nd)의 경우에는 온음(Tone, whole tone, whole step) 이라고 부른다.
- 증4도 (Augmented 4th) 와 감5도 (diminished 5th)는 도수의 해석은 다르나 음과 음 사이의 실제 간격은 동일하다고 볼 수 있는데, 이 음정을 셋온음(Tritone) 이라고 부른다.[8]
- 완전8도 (Perfect 8th)의 경우에는 옥타브(Octave) 라고 부른다.

## 평균율 음정 기억법
다음의 음악은 해당 음정으로 시작한다.
| 음정     | 약자 | 높아짐                                                                                            | 낮아짐                                                                |
| -------- | ---- | ------------------------------------------------------------------------------------------------- | --------------------------------------------------------------------- |
| 단2도    | m2   | 신세계 교향곡 4악장, 모차르트의 자장가 (잘자라 우리아기)                                          | 엘리제를 위하여, 아침 이슬                                            |
| 장2도    | M2   | 생일 축하합니다, 학교종, 아리랑, 고요한 밤, 루돌프                                                | 고드름, 군밤타령, 비행기, 개똥벌레                                    |
| 단3도    | m3   | 따르릉, 봄(엄마엄마 이리와)                                                                       | 개나리, 산토끼, 나비야, 설날, 그대로 멈춰라, 뽀뽀뽀                   |
| 장3도    | M3   | 딩동댕 종소리, 똑같아요, 바둑이 방울, 우리들은 일학년, 곰 세마리                                  | 운명 교향곡, 수업 종소리                                              |
| 완전4도  | P4   | 애국가, 결혼행진곡, 고기잡이, 어린 음악대, 과수원 길                                              | 산중호걸, 파란마음 하얀마음(우리들 마음에 빛이 있다면), 경찰차 싸이렌 |
| 트라이톤 | TT   | 더 심슨 주제곡, 마리아 (웨스트 사이드 스토리)                                                     |                                                                       |
| 완전5도  | P5   | 반짝반짝 작은별, 스타워즈 메인 테마                                                               | 바흐 미뉴에트(솔 도레미파 솔 도 도), 플린스톤, 수퍼맨                 |
| 단6도    | m6   | 러브스토리, 엔터테이너                                                                            |                                                                       |
| 장6도    | M6   | 오빠 생각, 등대지기, 스승의 은혜, 코끼리 아저씨, 징글벨(흰 눈 사이로), 새싹들이다, Ich liebe dich | 청혼 (이소라)                                                         |
| 단7도    | m7   | 스타트랙, 난 행복해, 금지된 사랑                                                                  |                                                                       |
| 장7도    | M7   | 노라존스의 'Don't know why'                                                                       |                                                                       |
| 완전8도  | P8   | 썸웨어 오버 더 레인보우                                                                           | 레이지 어게인스트 더 머신의 'Bulls on Parade' 기타 리프.              |

## 같이 보기
- 오도권